# بیست و ششمین دوره کتاب سال جمهوری اسلامی ایران
مراسم اختتامیه بیست و ششمین دوره کتاب سال جمهوری اسلامی ایران در بهمن ۱۳۸۷ برگزار شد.

## برگزیدگان
| نصیرالدین طوسی فیلسوف گفتگو                                                                       | غلامحسین ابراهیمی دینانی                                   |                                                        |                      | هرمس                                                                              | ۱۳۸۶ | برگزیده      | فلسفه اسلامی                    |
| بررسی انتقادی و تطبیقی فلسفه نظری کانت                                                            | حسین غفاری                                                 |                                                        |                      | حکمت                                                                              | ۱۳۸۶ | برگزیده      | فلسفه غرب                       |
| مسند الامام امیرالمؤمنین ابی الحسین علی بن ابیطالب                                                | عزیزالله عطاردی                                            |                                                        |                      | عطارد                                                                             | ۱۳۸۶ | برگزیده      | حدیث                            |
| نهج البلاغه                                                                                       | سید محمدمهدی جعفری                                         |                                                        |                      | مؤسسه نشر و تحقیقات ذکر                                                           | ۱۳۸۶ | برگزیده      | حدیث                            |
| دانش نامه اساطیر جهان                                                                             | رکس وارنر                                                  | ابوالقاسم اسماعیل پور                                  |                      | اسطوره                                                                            | ۱۳۸۶ | برگزیده      | ادیان دیگر                      |
| نظریه احتمال                                                                                      | عین‌الله پاشا                                               |                                                        |                      | دانشگاه تربیت معلم                                                                | ۱۳۸۶ | برگزیده      | آمار                            |
| نظریه‌های فلسفی احتمال                                                                             | دانلد گیلیز                                                | محمدرضا مشکانی                                         |                      | دانشگاه صنعتی شریف، مؤسسه انتشارات علمی                                           | ۱۳۸۶ | برگزیده      | آمار                            |
| نظریه‌های مالی نوین                                                                                | رابرت هاگن                                                 | غلامرضا اسلامی بیدگلی، شهاب الدین شمس و هستی چیت سازان |                      | دانشگاه تهران، مؤسسه انتشارات و چاپ                                               | ۱۳۸۶ | برگزیده      | حسابداری                        |
| خطوط انتقال فعال در مخابرات الکترونیکی (مدل‌سازی و تحلیل)                                          | عبدالعلی عبدی پور، غلامرضا مرادی                           |                                                        |                      | دانشگاه صنعتی امیرکبیر                                                            | ۱۳۸۶ | برگزیده      | برق                             |
| معنا در معماری غرب                                                                                | کریستیان نوربرگ شولتس                                      | مهرداد قیومی بیدهندی                                   |                      | فرهنگستان هنر                                                                     | ۱۳۸۶ | برگزیده      | معماری                          |
| مقدمه ای بر روایت در ادبیات و سینما                                                               | یاکوب لوته                                                 | امید نیک فرجام                                         |                      | مینوی خرد                                                                         | ۱۳۸۶ | برگزیده      | معماری                          |
| قاعده بازی                                                                                        | فیروز زنوزی جلالی                                          |                                                        |                      | علم                                                                               | ۱۳۸۶ | برگزیده      | نثر معاصر                       |
| دستور زبان عشق                                                                                    | قیصر امین پور                                              |                                                        |                      | مروارید                                                                           | ۱۳۸۶ | برگزیده      | شعر معاصر                       |
| آثار تاریخی ورارود و خوارزم                                                                       | منوچهر ستوده                                               |                                                        |                      | بنیاد موقوفات دکتر محمود افشار                                                    | ۱۳۸۶ | برگزیده      | تاریخ                           |
| روم و ایران دو قدرت جهانی در کشاکش و هم زیستی                                                     | انگلبرت وینتر و بئاته دیگناس                               | کیکاووس جهانداری                                       |                      | فرزان روز                                                                         | ۱۳۸۶ | برگزیده      | تاریخ                           |
| و اکنون تنها یک وعده باقی مانده‌است                                                                | حورا طباطبایی، میترا بیگلری، منا زرباف، زهره لولوئی        |                                                        |                      | گرایش تازه                                                                        | ۱۳۸۶ | برگزیده      | دین                             |
| ۳۶۵قصه برای شب‌های سال                                                                             | مژگان شیخی                                                 |                                                        |                      | قدیانی، کتاب‌های بنفشه                                                             | ۱۳۸۶ | برگزیده      | داستان                          |
| نان و گل سرخ                                                                                      | کاترین پاترسون                                             | حسین ابراهیمی الوند                                    |                      | کانون پرورش فکری کودکان و نوجوانان                                                | ۱۳۸۶ | برگزیده      | داستان                          |
| کتاب‌های راز (خواندنی‌های علمی)                                                                     | علاء نوری، علی رحمانی، الهام محسن نیا و مستوره سادات مدرسی |                                                        |                      | آموزش علوم                                                                        | ۱۳۸۶ | برگزیده      | علوم و فنون                     |
| دائرةالمعارف اینترنتی علوم                                                                        | زیر نظر امیر صالحی طالقانی                                 |                                                        |                      | محراب قلم                                                                         | ۱۳۸۶ | برگزیده      | علوم و فنون                     |
| دانشنامه ادب فارسی                                                                                | حسن انوشه                                                  |                                                        |                      | وزارت فرهنگ و ارشاد اسلامی، سازمان چاپ و انشارات                                  |      | شایسته تقدیر | دائرةالمعارف‌ها                  |
| جنگ رسانه‌ها و تبلیغات                                                                             | یحیی کمال پور                                              | حسن سعید کلاهی و عباس کاردان                           |                      | مؤسسه فرهنگی مطالعات و تحقیقات بین‌المللی ابرار معاصر ایران                        |      | شایسته تقدیر | روزنامه‌نگاری                    |
| کتاب‌شناسی فهرست‌های دست‌نویس‌های اسلامی کتابخانه‌های ایران و جهان در کتابخانه بزرگ آیت‌الله مرعشی نجفی | حسین متقی، زیر نظر سیدمحمود مرعشی نجفی                     |                                                        |                      | کتابخانه بزرگ حضرت آیت‌الله مرعشی نجفی                                             |      | شایسته تقدیر | کتاب‌شناسی                       |
| مفاتیح الغیب                                                                                      | صدرالدین محمد شیرازی ملاصدرا                               |                                                        | نجفقلی حبیبی         | بنیاد حکمت اسلامی صدرا                                                            |      | شایسته تقدیر | فسلفه اسلامی                    |
| درآمدی بر فلسفه هنر                                                                               | نوئل کارول                                                 | صالح طباطبایی                                          |                      | فرهنگستان هنر                                                                     |      | شایسته تقدیر | فلسفه غرب                       |
| رؤیت هلال                                                                                         | رضا مختاری و محسن نوروزی                                   |                                                        |                      | مؤسسه بوستان کتاب                                                                 |      | شایسته تقدیر | فقه و اصول                      |
| بررسی تطبیقی مهدویت                                                                               | مهدی اکبرنژاد                                              |                                                        |                      | مؤسسه بوستان کتاب                                                                 |      | شایسته تقدیر | کلام                            |
| تاریخ عقاید ماتریدیه                                                                              | سید لطف‌الله جلالی                                          |                                                        |                      | مرکز مطالعات و تحقیقات ادیان و مذاهب                                              |      | شایسته تقدیر | کلام                            |
| علم، عقل و دین                                                                                    | درک استینزبی                                               | علی حقی                                                |                      | پژوهشگاه علوم و فرهنگ اسلامی                                                      |      | شایسته تقدیر | کلام                            |
| مناهج الیقین فی اصول الدین                                                                        | علامه حلی حسن بن یوسف بن مطهر                              |                                                        |                      | بنیاد پژوهش‌های اسلامی آستان قدس رضوی                                              |      | شایسته تقدیر | کلام                            |
| اخلاق کاربردی                                                                                     | جمعی از نویسندگان                                          |                                                        |                      | پژوهشگاه علوم و فرهنگ اسلامی                                                      |      | شایسته تقدیر | اخلاق                           |
| ذخائر العقبی من مناقب ذوی‌القربی من مصادر کتب اهل السنه                                            | محب الدین طبری                                             |                                                        | سامی الغریری العزاوی | مؤسسه دارالکتاب اسلامی                                                            |      | شایسته تقدیر | سیره معصومین                    |
| شبیه‌سازی انسانی از دیدگاه کاتولیک و اسلام                                                         | سیدحسن اسلامی                                              |                                                        |                      | مرکز مطالعات و تحقیقات ادیان و مذاهب                                              |      | شایسته تقدیر | ادیان دیگر                      |
| مددکاری اجتماعی: کار در جامعه                                                                     | آلن توئلوتریز                                              | فریده همتی                                             |                      | سازمان مطالعه و تدوین کتب علوم انسانی دانشگاه‌ها                                   |      | شایسته تقدیر | علوم اجتماعی                    |
| تاریخ تحول دولت در اسلام                                                                          | داوود فیرحی                                                |                                                        |                      | دانشگاه علوم انسانی مفید                                                          |      | شایسته تقدیر | علوم سیاسی                      |
| مقدمه ای بر روان‌شناسی سیاسی                                                                       | مارتا کاتم و …                                             | سید کمال خرازی و جواد علاقبندرزاد                      |                      | مرکز نشر دانشگاهی                                                                 |      | شایسته تقدیر | علوم سیاسی                      |
| اقتصاد ریاضی روش‌ها و کاربردها                                                                     | علی رسولی                                                  |                                                        |                      | سازمان مطالعه و تدوین کتب علوم انسانی دانشگاه‌ها                                   |      | شایسته تقدیر | اقتصاد                          |
| نگاهی نو به جهانی شدن                                                                             | جوزف ای. استیگلیتز                                         | مسعود کرباسیان                                         |                      | چشمه                                                                              |      | شایسته تقدیر | اقتصاد                          |
| تاریخ تئوری‌های حقوقی اسلامی                                                                       | وائل حلاق                                                  | محمد راسخ                                              |                      | نی                                                                                |      | شایسته تقدیر | حقوق                            |
| تراوایی نسبی در مخازن هیدرو کربوری                                                                | لئونارد کودریتز                                            | امیرحسین علیزاده، امیر طاهری و بهزاد رستمی             |                      | سمر                                                                               |      | شایسته تقدیر | زمین‌شناسی                       |
| زمین‌شناسی مهندسی کارست                                                                            | محمدحسین قبادی                                             |                                                        |                      | دانشگاه بوعلی سینا                                                                |      | شایسته تقدیر | زمین‌شناسی                       |
| اصول ژنتیک امری                                                                                   | پیتر دی ترن پنی، سیان الارد                                | محمدرضا نوری                                           |                      | جامعه نگر: سالمی                                                                  |      | شایسته تقدیر | پزشکی                           |
| فارماکولوژی درمانگاهی اسب                                                                         | جوزف جی، برتون و لیندا جی.آی. هور سپول                     | سیداحمد فاطمی و غلامرضا افشاری                         |                      | دانشگاه تهران، مؤسسه انتشارات و چاپ                                               |      | شایسته تقدیر | دامپزشکی                        |
| محاسبات فازی                                                                                      | محمدباقر منهاج                                             |                                                        |                      | دانش نگار                                                                         |      | شایسته تقدیر | کامپیوتر                        |
| طراحی قید و بندهای ماشین‌های ابزار                                                                 | محمدجواد ناطق                                              |                                                        |                      | دانشگاه تربیت مدرس، مرکز نشر آثار علمی                                            |      | شایسته تقدیر | مهندسی مکانیک                   |
| زنبوران عسل و زنبورداری                                                                           | عبدالله پیرایرانی                                          |                                                        |                      | دانشگاه آزاد اسلامی اردبیل                                                        |      | شایسته تقدیر | کشاورزی                         |
| استراتژی نظامی                                                                                    | جان ام. کالینز                                             | عبدالمجید حیدری                                        |                      | مرکز برنامه‌ریزی و تألیف کتاب‌های درسی معاونت آموزشی و نیروی انسانی ستاد مشترک سپاه |      | شایسته تقدیر | علوم نظامی                      |
| فلسفه هنر مسیحی و شرقی                                                                            | آناندا کومارا سوامی                                        | امیرحسین ذکرگو                                         |                      | فرهنگستان هنر                                                                     |      | شایسته تقدیر | کلیات هنر                       |
| حال دوران                                                                                         | اکبر ایرانی                                                |                                                        |                      | وزارت فرهنگ و ارشاد اسلامی، سازمان چاپ و انشارات                                  |      | شایسته تقدیر | موسیقی                          |
| حرکت‌شناسی                                                                                         | علی اصغر رواسی                                             |                                                        |                      | نرسی                                                                              |      | شایسته تقدیر | تربیت بدنی                      |
| دفتر گرسانی‌ها در غزل‌های حافظ                                                                      |                                                            |                                                        | سلیم نیساری          | فرهنگستان زبان و ادب فارسی                                                        |      | شایسته تقدیر | متون قدیم                       |
| از اسطوره تا حماسه                                                                                | سجاد آیدنلو                                                |                                                        |                      | جهاد دانشگاهی مشهد، دفتر نشر آثار دانشجویان ایران                                 |      | شایسته تقدیر | نقد ادبی                        |
| شرح منظومه ظهر                                                                                    | غلامرضا کافی                                               |                                                        |                      | مجتمع فرهنگی عاشورا                                                               |      | شایسته تقدیر | نقد ادبی                        |
| فوت کوزه‌گری: مثل‌های فارسی و داستان‌های آن                                                          | مصطفی رحماندوست                                            |                                                        |                      | مدرسه                                                                             |      | شایسته تقدیر | کلیات هنر و علوم انسانی، نوجوان |
| لالایی برای دختر مرده                                                                             | محمدرضا شاه آبادی                                          |                                                        |                      | افق                                                                               |      | شایسته تقدیر | ادبیات داستانی، نوجوان          |
| نقطه                                                                                              | پیتر اچ. رینولدز                                           | اکرم حسن                                               |                      | علمی و فرهنگی                                                                     |      | شایسته تقدیر | ادبیات داستانی، کودک            |
| دلم برای تو تنگ است                                                                               | آتوسا صالحی                                                |                                                        |                      | پیدایش                                                                            |      | شایسته تقدیر | شعر، نوجوان                     |
| من که هستم؟                                                                                       | مویرا باترفیلد                                             |                                                        |                      | امیرکبیر                                                                          |      | شایسته تقدیر | علوم و فنون، کودک               |